# Жан-Батист Антоан Марселен дьо Марбо
Жан-Батист Антоан Марселен дьо Марбо (на френски: Jean-Baptiste Antoine Marcellin de Marbot) е френски офицер, дивизионен генерал.

## Биография
Роден е на 18 август 1782 година в Алтияк, провинция Лимузен, в семейството на офицера Жан-Антоан Мирбо.
От ранна възраст постъпва на военна служба и се издига бързо по време на Революционните и Наполеоновите войни. След Реставрацията живее няколко години в изгнание, но скоро се завръща, ползвайки се с протекциите на Луи-Филип Орлеански, при чието управление след 1830 година заема и висши държавни постове, а след отстраняването му през 1848 година се оттегля от обществения живот.
Автор е на популярни мемоари, издадени от внучката му в края на XIX век.
Марселен дьо Марбо умира на 16 ноември 1854 година в Париж.
- Полковник Марбо през 1812 г.
- Статуя на генерал Марбо

## Отличия

### Френски отличия
- Орден на Почетния легион: Kавалер (1808)
- Орден на Почетния легион: Oфицер (1813)
- Кралски и военен орден на Сейнт Луис: Kавалер (1827)
- Орден на Почетния легион: Kомандир (1831)
- Орден на Почетния легион: Велик офицер (1836)

### Чужди отличия
- Орден на Леополд: Kомандир (1833)
- Орден на дъбовата корона: Голям кръст (1842)